# Wojciech Kowalczyk
Wojciech Kowalczyk, född den 14 april 1972 i Warszawa, Polen, är en polsk fotbollsspelare som tog OS-silver i fotbollsturneringen vid de olympiska sommarspelen 1992 i Barcelona.